# Parma
Parma ist eine oberitalienische Großstadt mit 198.121 Einwohnern (Stand 31. Dezember 2023, Großraum: 425.000 Einwohner) am südlichen Rand der Po-Ebene am Fuß des Apennin. Sie ist die Hauptstadt der gleichnamigen Provinz und nach Bologna die zweitgrößte Stadt der Region Emilia-Romagna. 
Die Stadt ist neben Mailand, Turin, Genua, Bologna und Venedig ein führendes Wirtschaftszentrum Norditaliens mit Schwerpunkt in der Nahrungsmittelindustrie. In der einstigen Hauptstadt des Herzogtums Parma ist die altehrwürdige Universität Parma beheimatet. Die Stadt liegt verkehrsgünstig an einer der Hauptautobahnen Italiens, der A1, die von Mailand über Rom bis Neapel verläuft. Zudem besteht der internationale Flughafen Aeroporto di Parma Giuseppe Verdi.

## Geographie

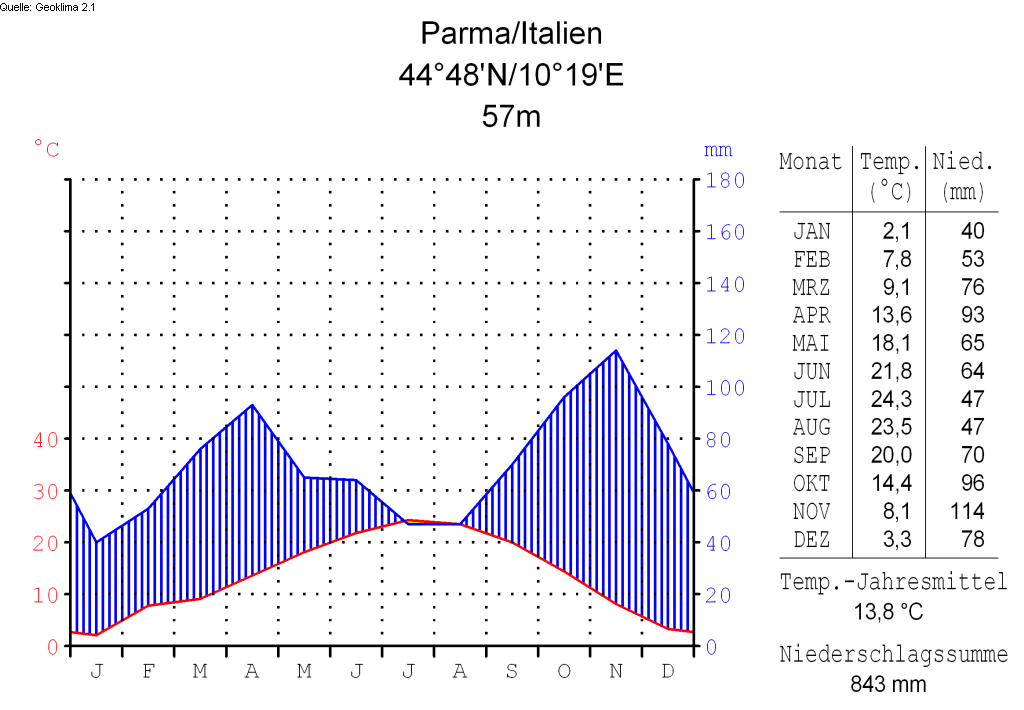
Klimadiagramm von Parma

Der Fluss Parma, ein Nebenfluss des Po, teilt das Zentrum in das sogenannte Neue und Alte Parma (quartiere Oltretorrente).

### Klima
Aufgrund der Lage in der Po-Ebene weist Parma ein subtropisches Klima mit kontinentalen Einflüssen auf. Vor allem die Wintermonate sind für italienische Verhältnisse recht kalt und streng. Die Sommer hingegen mitunter sehr heiß und schwül.
|                       | Jan  | Feb | Mär  | Apr  | Mai  | Jun  | Jul  | Aug  | Sep  | Okt  | Nov  | Dez |   |      |
| Mittl. Tagesmax. (°C) | 4,1  | 7,5 | 13,2 | 18,0 | 22,8 | 27,3 | 30,1 | 29,3 | 24,8 | 17,8 | 10,3 | 5,4 | ⌀ | 17,6 |
| Mittl. Tagesmin. (°C) | −1,5 | 0,4 | 4,5  | 8,3  | 12,5 | 16,3 | 18,6 | 18,2 | 15,0 | 10,1 | 4,8  | 0,4 | ⌀ | 9    |
|                       |      |     |      |      |      |      |      |      |      |      |      |     |   |      |
| Niederschlag (mm)     | 57   | 55  | 65   | 76   | 73   | 56   | 37   | 48   | 67   | 96   | 84   | 63  | Σ | 777  |
|                       |      |     |      |      |      |      |      |      |      |      |      |     |   |      |
| Sonnenstunden (h/d)   | 3    | 4   | 6    | 7    | 8    | 10   | 10   | 9    | 8    | 6    | 3    | 3   | ⌀ | 6,4  |
|                       |      |     |      |      |      |      |      |      |      |      |      |     |   |      |
| Regentage (d)         | 7    | 7   | 8    | 9    | 9    | 7    | 4    | 5    | 6    | 9    | 9    | 8   | Σ | 88   |

| −1,5 |

| 0,4 |

| 4,5 |

| 8,3 |

| 12,5 |

| 16,3 |

| 18,6 |

| 18,2 |

| 15,0 |

| 10,1 |

| 4,8 |

| 0,4 |

| −1,5 |

| 0,4 |

| 4,5 |

| 8,3 |

| 12,5 |

| 16,3 |

| 18,6 |

| 18,2 |

| 15,0 |

| 10,1 |

| 4,8 |

| 0,4 |

| N i e d e r s c h l a g | 57  | 55  | 65  | 76  | 73  | 56  | 37  | 48  | 67  | 96  | 84  | 63  |
|                         | Jan | Feb | Mär | Apr | Mai | Jun | Jul | Aug | Sep | Okt | Nov | Dez |

## Geschichte

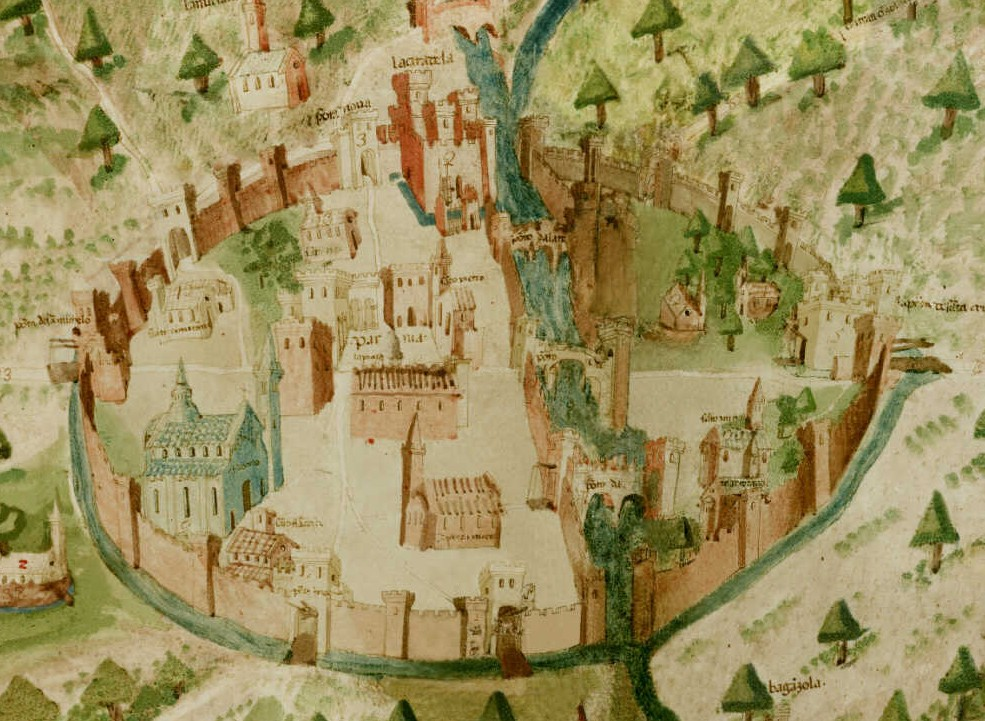
Parma im 15. Jahrhundert

Die Geschichte der Stadt geht bis auf die Etrusker zurück. Der römische Konsul Marcus Aemilius Lepidus gründete im Jahre 184 v. Chr. am rechten Ufer des Flusses Parma die Stadt Colonia Iulia Augusta Parmensis mit dem Status einer Römischen Kolonie. Nach dem Untergang des Weströmischen Reiches wurde es von verschiedenen Mächten beherrscht: den Ostgoten, Langobarden, fränkischen Pfalzgrafen, dem Kirchenstaat, Mailand, den Herzögen Farnese, den Bourbonen, Habsburgern, wieder Bourbonen, Napoleon bis zu Marie-Louise von Österreich.
Um 1160 gab es bereits eine Hochschule in Parma, wo Roger Frugardi Vorlesungen im Fach Chirurgie abhielt.

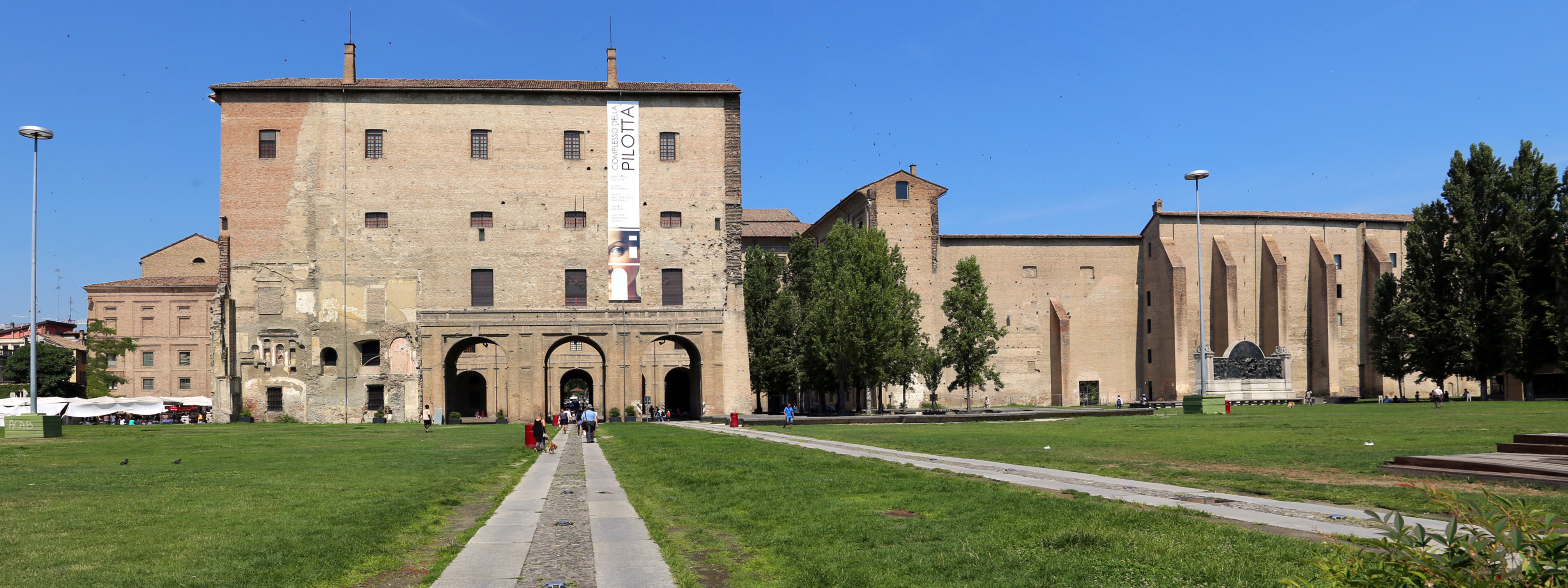
Piazza della Pace mit dem Palazzo della Pilotta der Familie Farnese

Das frühneuzeitliche Herzogtum (Ducato) Parma wurde 1545/47 von Papst Paul III. (1534–1549) nach Abtrennung vom Herzogtum Mailand für seinen illegitimen Sohn Pier Luigi Farnese (1503–1547) geschaffen, dessen Nachfolger Ottavio Farnese (1524–1586) es gelang, die Herrschaft der Farnese in Parma zu stabilisieren und 1556 auf das zweite, seither mit Parma verbundene Herzogtum Piacenza auszudehnen, das bereits Pier Luigi vor der Ermordung kurzzeitig mitbeherrscht hatte. Der dritte Herzog Alessandro Farnese (1545–1592) war ein unter dem Namen „il Gran Capitano“ berühmter Feldherr des habsburgischen Kaiserhauses.
Im 17. Jahrhundert nahm die Bedeutung des Herzogshauses ab, das 1731 in männlicher Linie ausstarb. Eine Prinzessin von Parma, Elisabetta Farnese, war jedoch als Gemahlin Philipps V. von Spanien die Stammmutter der spanischen Bourbonen-Könige († 1766). Sie nutzte die Machtmittel ihres Reiches und des verbündeten Frankreich, um in Italien – dessen dortige spanisch-habsburgische Besitzungen nach dem Spanischen Erbfolgekrieg 1714 der spanischen Krone völlig verloren gegangen waren – die Herrschaft ihrer Dynastie zu errichten. Dabei zielte sie auch auf ihre Heimat Parma und Piacenza, die sie 1731 durch internationale Verträge ihrem ältesten Sohne Karl I. (dem späteren Karl III. von Spanien) zu sichern vermochte.
Ein weiterer französisch-spanischer Erfolg im Polnischen Erbfolgekrieg 1735 zwang Österreich dazu, das bisher habsburgische Doppelkönigreich Neapel und Sizilien an Karl abzutreten, wofür jedoch Parma an den Habsburger-Kaiser Karl VI. (1711–1740) und an dessen Tochter Maria Theresia (1740–1780) fiel. Der um ihr Erbe geführte Österreichische Erbfolgekrieg endete 1748 für Parma jedoch mit einem weiteren Verzicht der Habsburger zugunsten der spanischen Bourbonen: Der zweite Sohn der Königin Elisabeth, Philipp (1748–1765), begründete damals die herzogliche Linie dieser Dynastie, deren Mitglieder aufgrund ihrer königlich-spanischen Abkunft jedoch auch den Titel eines Infanten von Spanien mit der Anrede „Königliche Hoheit“ führten. Die 1769 geschlossene Ehe zwischen Philipps Sohn Herzog Ferdinand (1751–1802) und Maria Theresias Tochter Erzherzogin Maria Amalia (1746–1804) führte auch in Parma-Piacenza zu einem bourbonisch-habsburgischen Ehebündnis – ebenso wie in Frankreich 1770 zwischen Ludwig XVI. und Maria Amalias Schwester Marie-Antoinette und auch in Neapel-Sizilien.
In den französischen Revolutionskriegen wurde das Doppelherzogtum Ende der 1790er-Jahre von Frankreich besetzt. Napoleon vereinbarte 1801 mit Spanien und dem Hause Bourbon-Parma, dass das Doppelherzogtum nach dem Tode Herzog Ferdinands an Frankreich fallen sollte, während dessen Herrscherhaus in der Toskana entschädigt werden sollte, wo dafür ein neues Königreich Etrurien geschaffen wurde. Parma-Piacenza fiel 1802 an Frankreich (wo Napoleon später zwei seiner Günstlinge zu nominellen Herzögen einsetzte), Etrurien wurde den parmesischen Bourbonen 1807 ebenfalls entzogen.

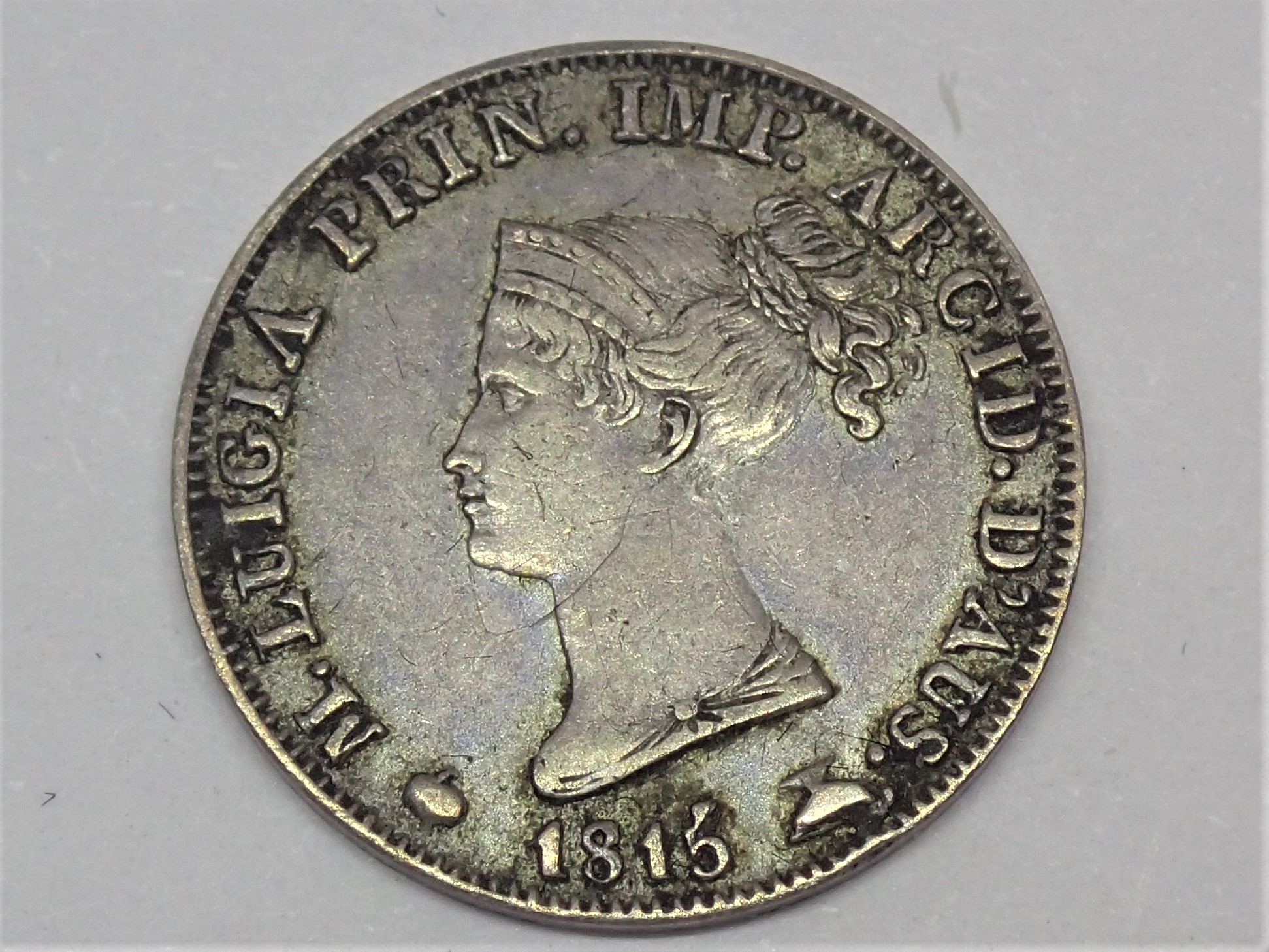
5 Soldimünze von 1815 für Parma mit Porträt Marie Louises

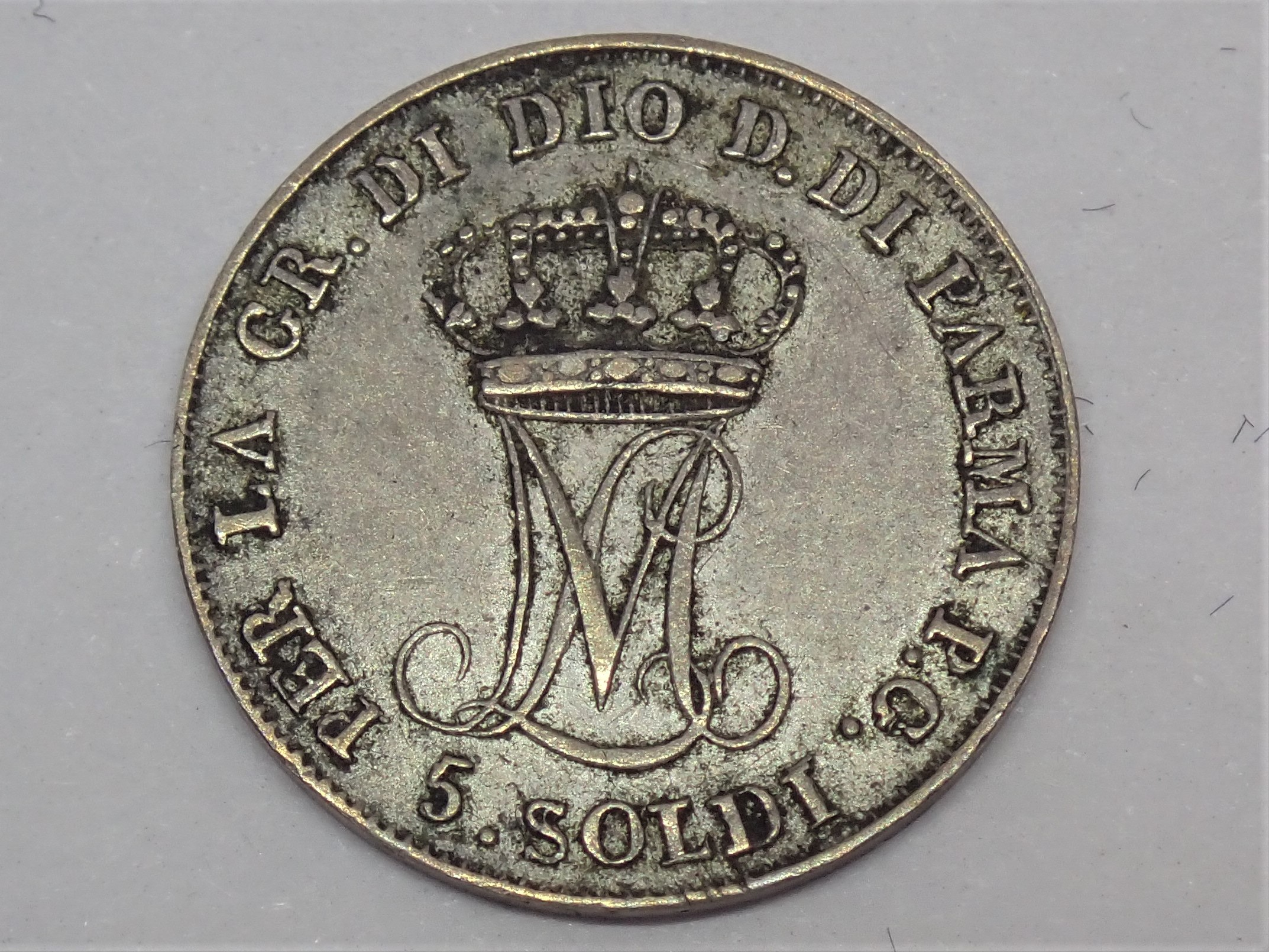
Wertseite der 5 Soldimünze von 1815

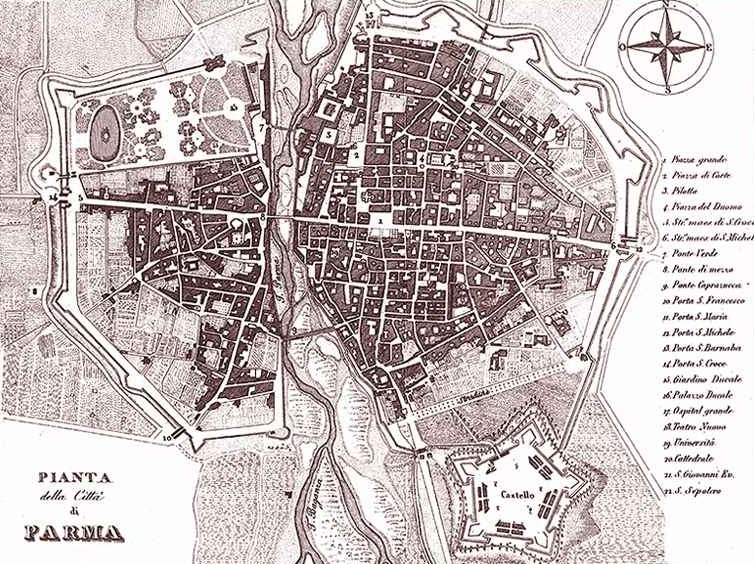
Parma im Jahr 1832

Doch auch nach dem Ende der Herrschaft Napoleons 1814 konnte der Erbe der bourbonischen Ansprüche, Karl II. von Bourbon-Parma (* 1799; † 1883), nicht zurückkehren, da das Doppelherzogtum auf dem Wiener Kongress von den Großmächten für die österreichische Kaisertochter und bisherige französische Kaiserin Marie Louise (* 1791; † 1847) auf Lebenszeit reserviert worden war. Erst nach ihrem Tode sollten Parma und Piacenza an das Haus Bourbon-Parma zurückfallen, für die Zwischenzeit wurden die bourbonische Herzoginwitwe Maria Luisa (1817–1824) und Karl II. (1824–1847) nach anfänglichem Sträuben mit dem kleinen, eigens neu geschaffenen Herzogtum Lucca abgefunden. Dort verzichtete Karl II. jedoch schon vor dem vereinbarten Wechsel in sein Stammland aus Furcht vor revolutionären Entwicklungen im Oktober 1847 auf den Thron, Lucca fiel vertragsgemäß an das habsburgische Großherzogtum Toskana.
Nach dem Tode der Kaiserin Marie Luise im Dezember 1847 trat dann der kurzfristig landlose Bourbone Karl II. seine angestammte Herrschaft in Parma und Piacenza an, wo er jedoch bereits im Folgejahr 1848 – wie alle Regierungen Italiens – erneut mit der Revolution und dem Bestreben nach nationaler Einheit konfrontiert wurde. Zweimal – im April 1848 und (nach seiner Rückkehr im August 1848) im März 1849 – flüchtete der Herzog aus dem Land, in das er danach nie mehr zurückkehrte, da er resignierend zugunsten seines Sohnes Karl III. (1849–1854) abdankte.
Der junge Herzog Karl III. kehrte im August 1849 unter dem Schutz österreichischer Truppen nach Parma zurück und machte sich durch sein reaktionäres Willkürregime derart verhasst, dass er – von kaum jemand betrauert – im März 1854 in Parma auf offener Straße von einem Unbekannten erdolcht wurde. Für den noch unmündigen Thronerben Herzog Robert (1854–1859/60) übernahm dessen Mutter, die gebürtige französische Bourbonen-Prinzessin Louise Marie von Bourbon (* 1819, † 1864), die Regentschaft. Ihre kluge Regierung verschaffte ihr persönlich hohes Ansehen, konnte jedoch den Sturz der Dynastie nach der militärischen Niederlage der Schutzmacht Österreich gegen das Frankreich Napoléons III. und gegen Sardinien im Jahre 1859 nicht verhindern. Im Juni 1859 flüchtete die Herzogin-Regentin mit ihren Kindern in die Schweiz und später nach Österreich. Im März 1860 schlossen sich die revolutionären Doppelherzogtümer Parma und Piacenza dem vom Königreich Sardinien als Übergangslösung geschaffenen Staatsgebilde Vereinigte Provinzen von Mittelitalien an und gingen 1861 im neuen Einheitsstaat Italien auf.
Eine Tochter des letzten Herzogs Robert von Bourbon-Parma (* 1848; † 1907) war Prinzessin Zita (* 1892; † 1989), die als Gemahlin des Habsburgers Karl I. zwischen 1916 und 1918 Kaiserin von Österreich und Königin von Ungarn war. Zitas Bruder Prinz Sixtus (Sizzo) von Bourbon-Parma war der Namensgeber der diplomatischen Sixtus-Affäre im Ersten Weltkrieg. Beider Neffe Prinz Carlos Hugo von Bourbon-Parma (* 1930; † 2010) erbte die Thronansprüche der karlistischen Gegenkönige der spanischen Bourbonen (siehe auch Karlistenkriege), verzichtete jedoch nach der effektiven Wiedererrichtung der spanischen Monarchie nach 1975 zugunsten des regierenden Königs Juan Carlos I. aus der bourbonischen Linie der Königin Isabella II.
siehe auch: Liste der Herrscher von Parma

## Sehenswürdigkeiten

### Kirchen und Klöster

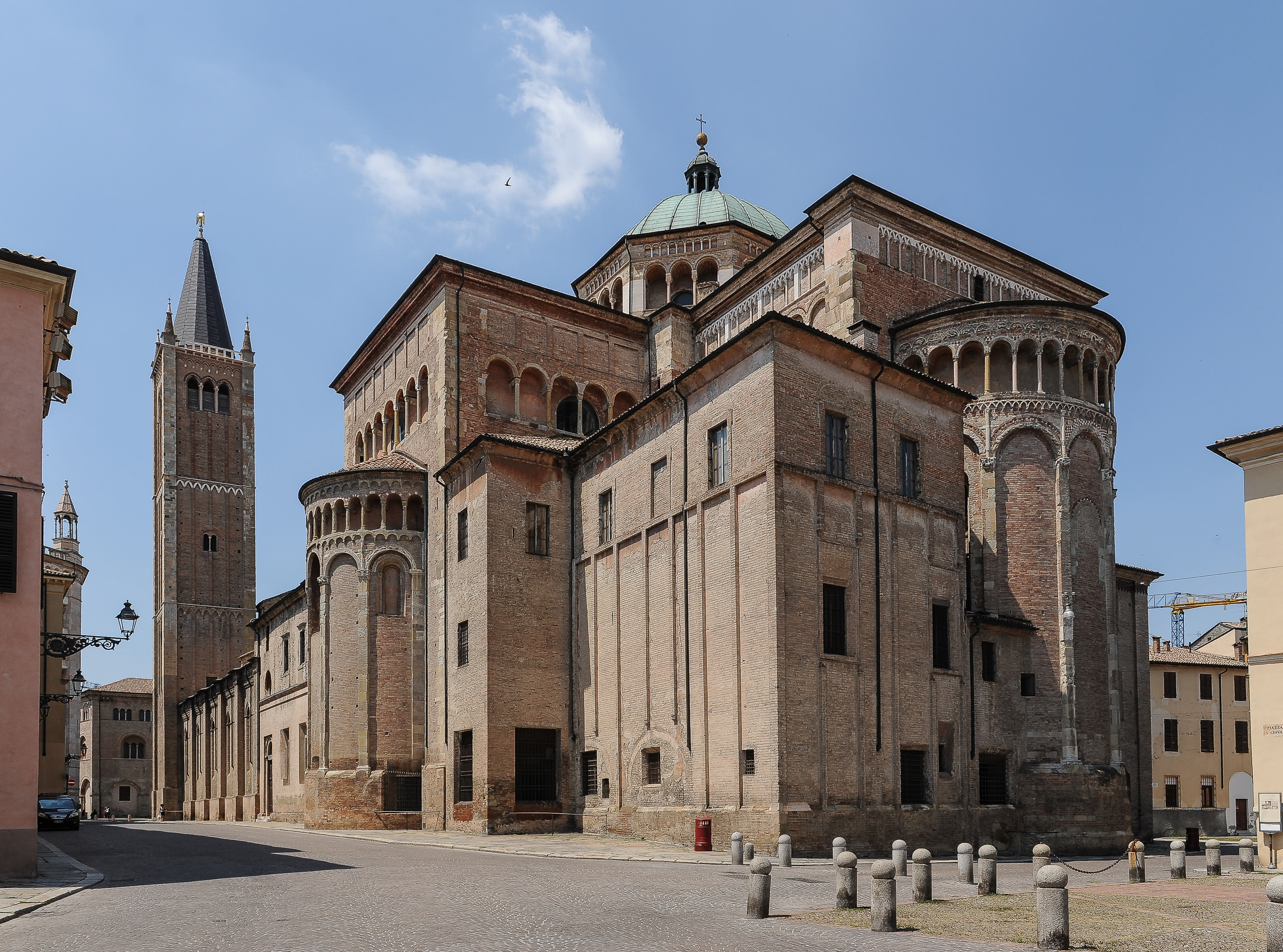
Dom Santa Maria Assunta

- Der romanische Dom Santa Maria Assunta mit Veränderungen im Inneren aus der Renaissance und gotischen Fresken in den Seitenkapellen und einem perspektivisch interessanten Fresko von Correggio in der Kuppel (Mariä Aufnahme in den Himmel)
- Das achteckige  Baptisterium San Giovanni aus dem 13. Jahrhundert mit einer Fassade aus rosa Veroneser Marmor
- Das Benediktinerkloster San Giovanni Evangelista, mit der nach einem Brand im 15. Jahrhundert neuerbauten Abteikirche mit manieristischer Fassade, einem Kuppelfresko von Correggio und Statuen von Bernardo Falcone
- Basilica di Santa Maria della Steccata (= an der Umzäunung) mit den Gräbern von Kaiserin Maria Luise und Adam Albert von Neipperg
- Camera della Badessa oder Camera di San Paolo im ehemaligen Kloster San Paolo mit Fresken von Correggio
- Ehemaliges Kloster San Martino di Bocci, fälschlich als Certosa di Parma bekannt.

### Synagoge
- Die Synagoge in der Nähe der Piazza Garibaldi wurde 1866 errichtet.

### Profanbauten

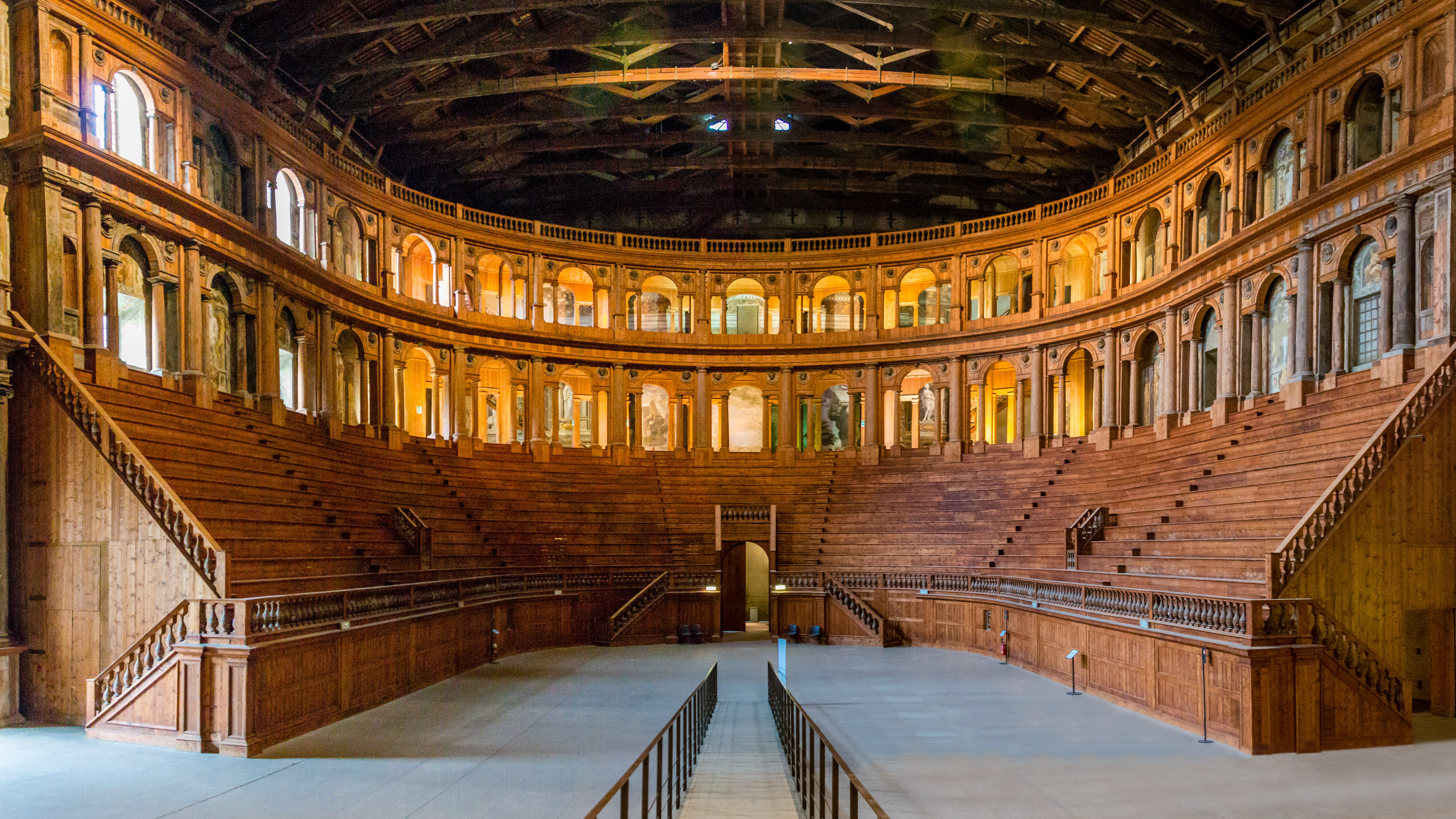
Teatro Farnese

- Palazzo della Pilotta aus dem 16. Jahrhundert mit dem Teatro Farnese aus dem 17. Jahrhundert.
  - darin die Biblioteca Palatina von 1761 und das
  - Museo Bodoniano, Museum zum Werk von Giambattista Bodoni
- Teatro Regio di Parma, 1829 von Maria Luise eingeweiht.
- Die Zitadelle ließ Herzog Alessandro Farnese am Ende des 16. Jahrhunderts als Machtdemonstration und als Beschäftigungsmaßnahme für die Bevölkerung errichten. In der fünfeckigen Anlage am Rande der historischen Stadt findet sich heute eine öffentliche Grünanlage mit Sportgeräten und Kinderspielplätzen.

## Fotos

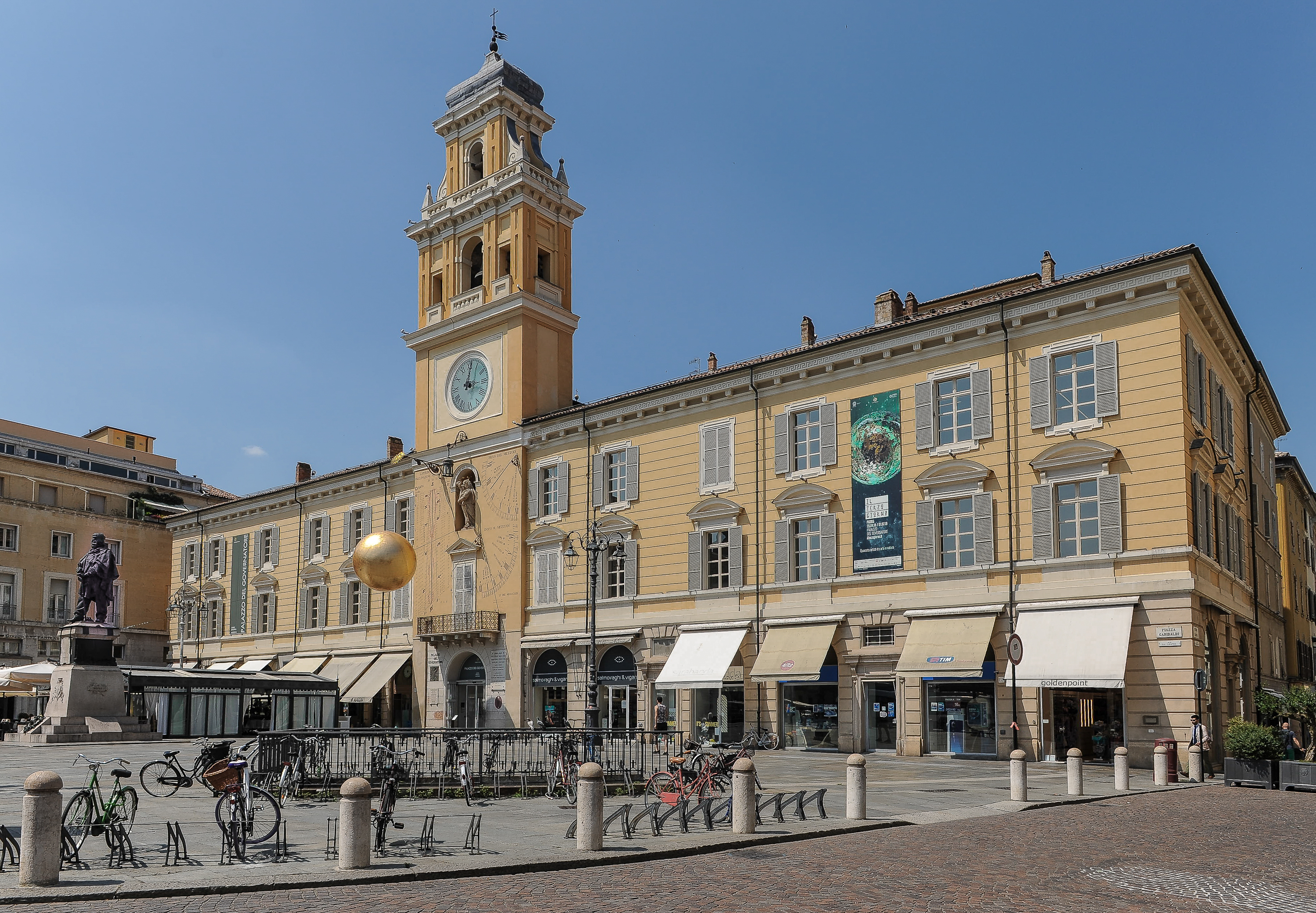
Palazzo del Governatore an der Piazza Garibaldi
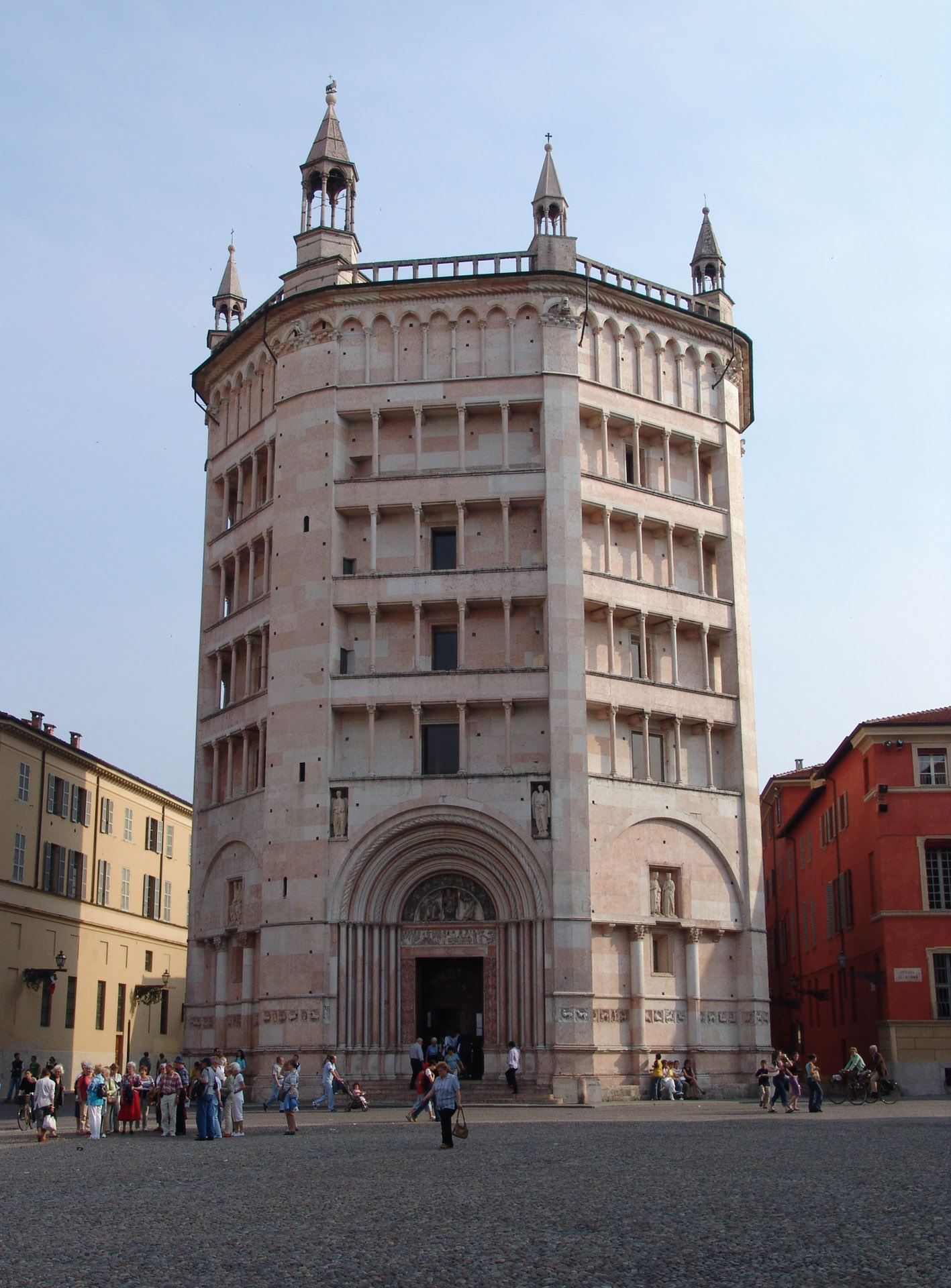
Baptisterium
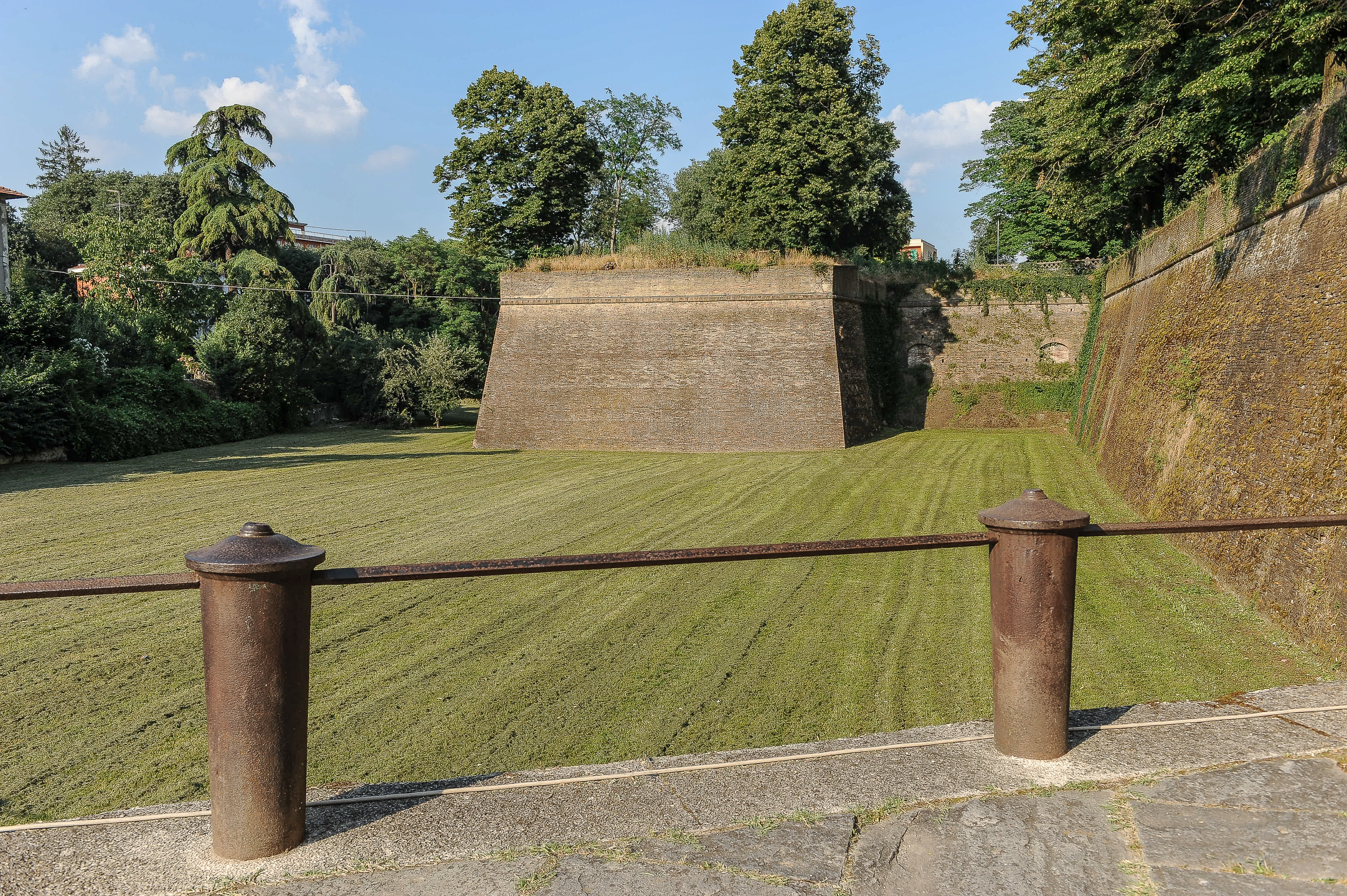
Parco della Cittadella
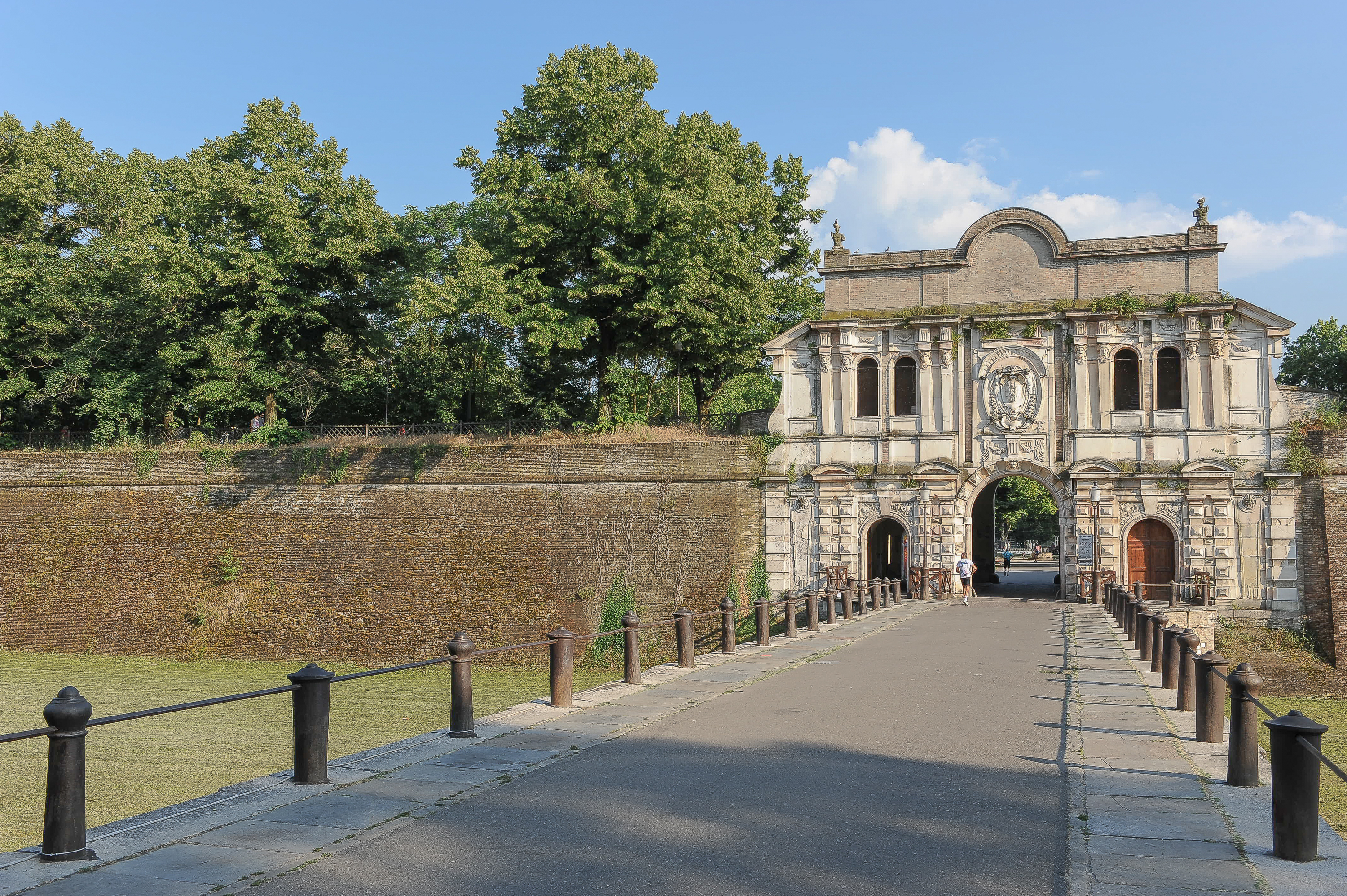
Parco della Cittadella
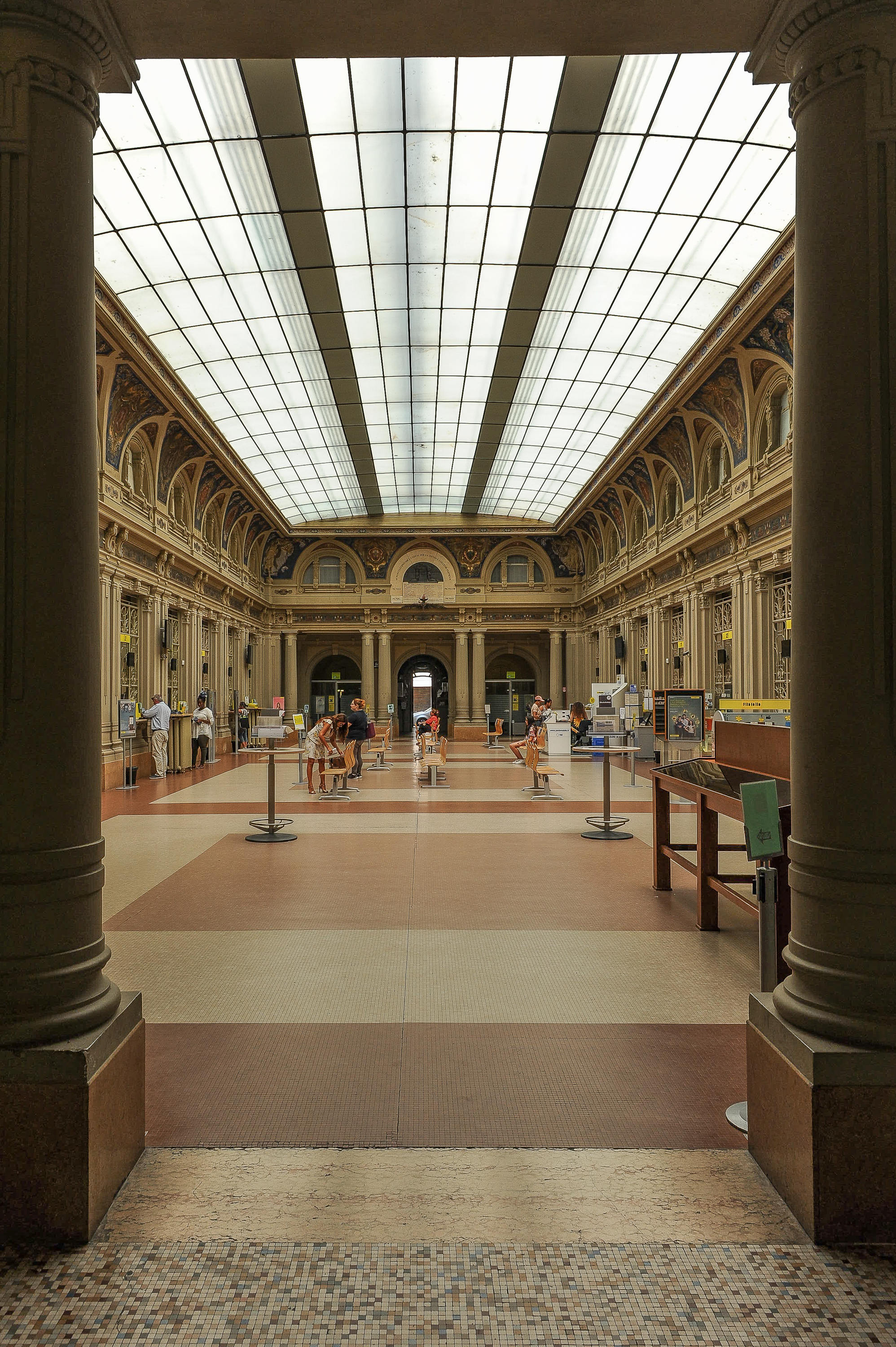
Postamt
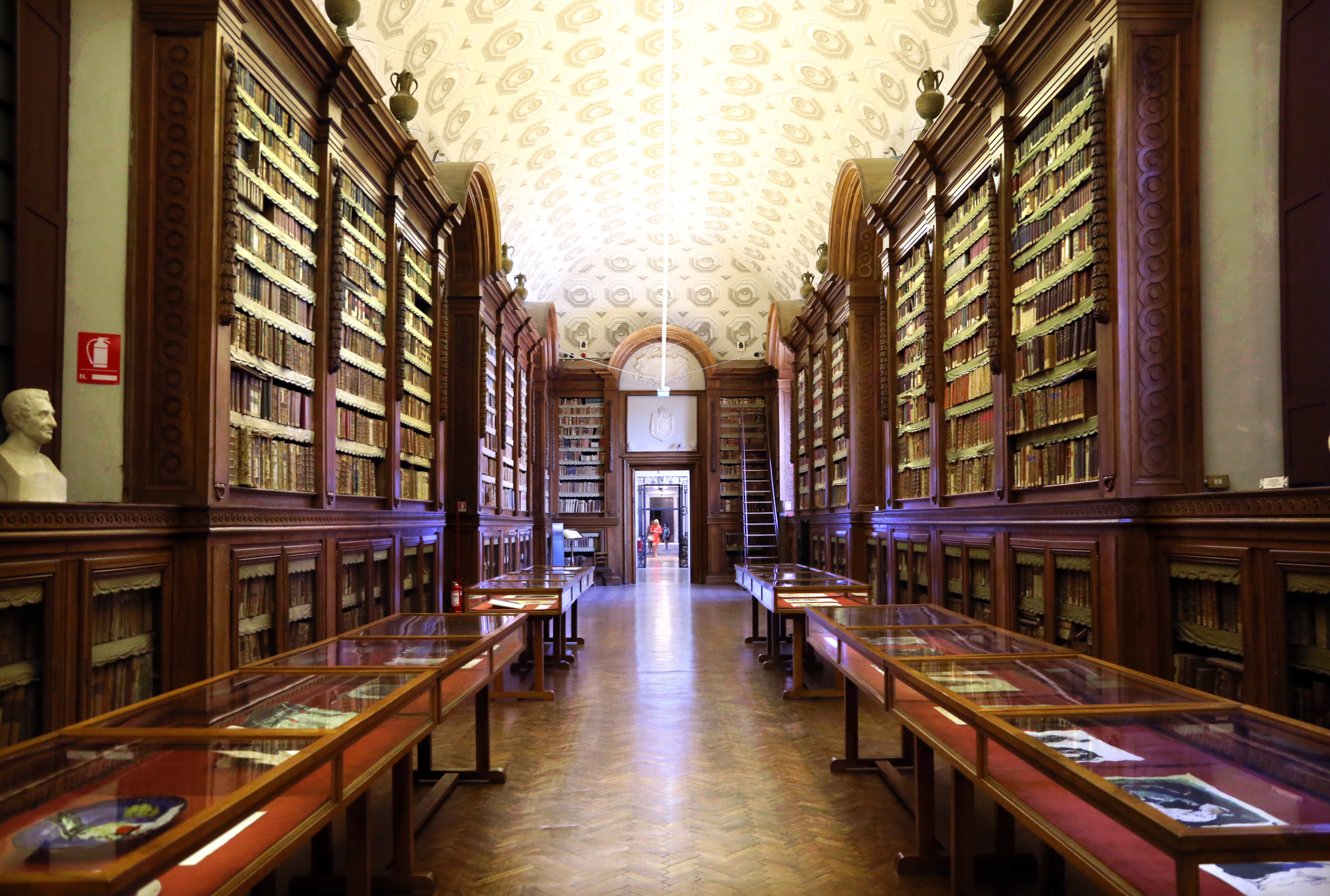
Biblioteca Palatina
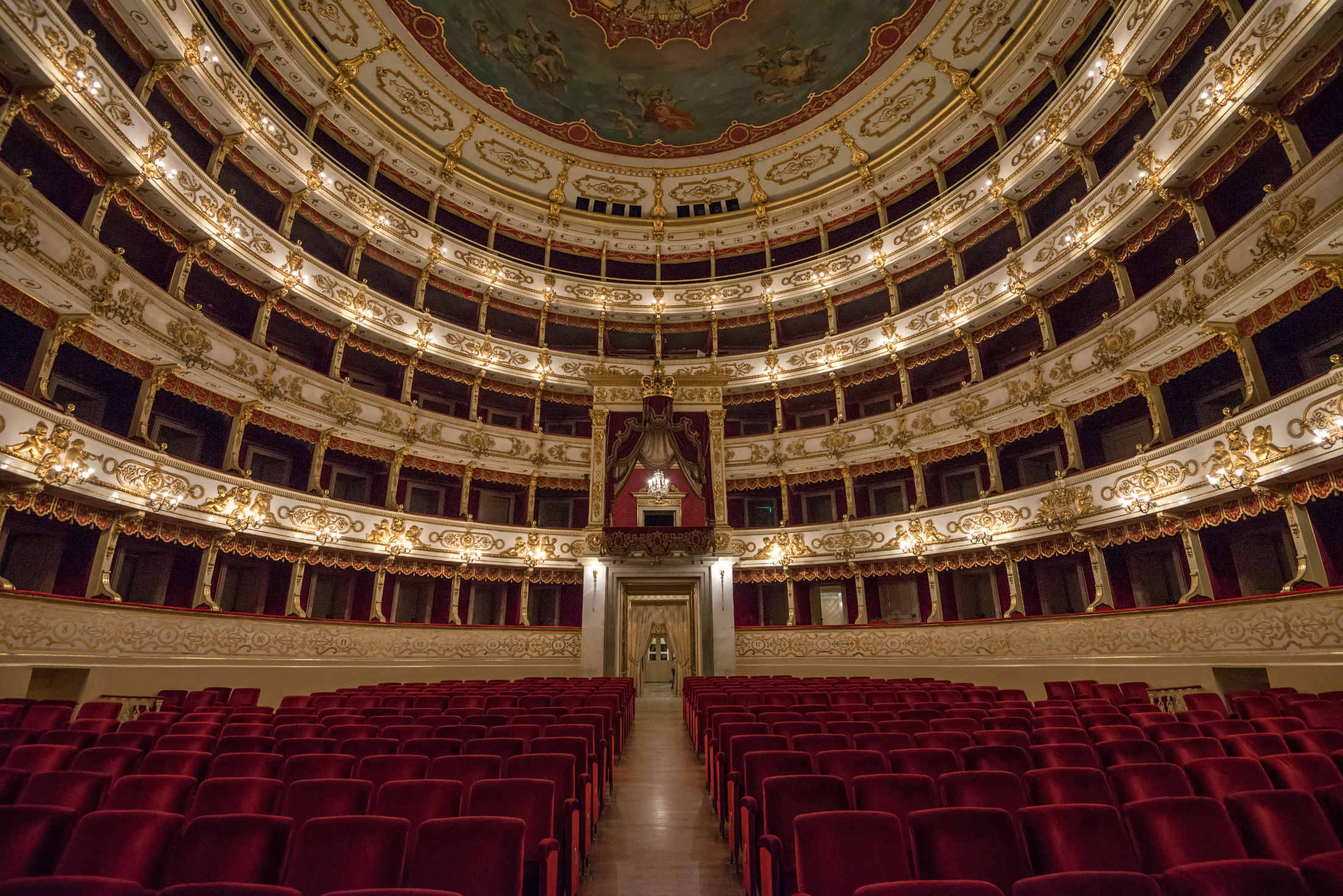
Teatro Regio di Parma

## Wirtschaft

### Verkehr

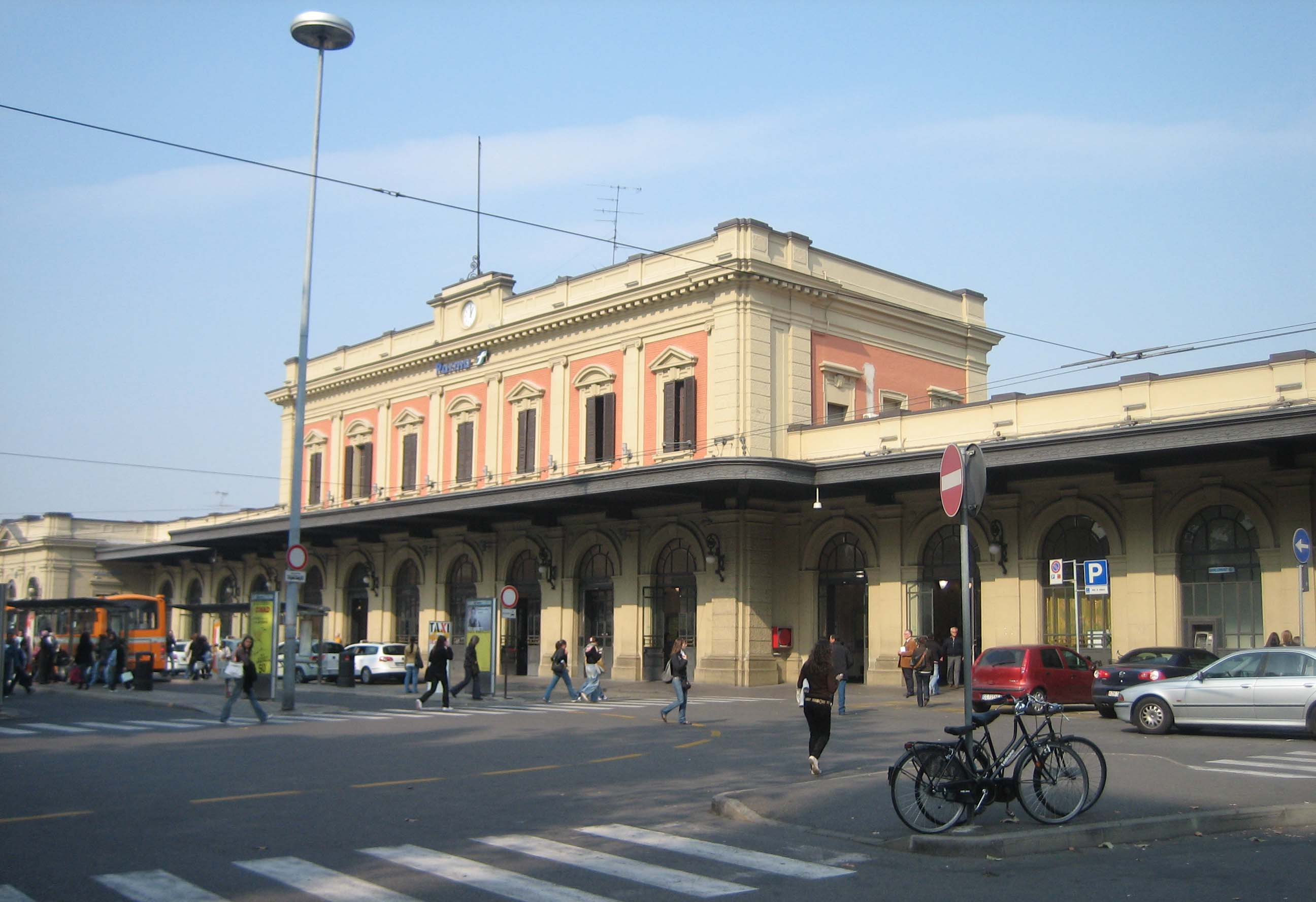
Hauptbahnhof von Parma

Die Autostrada A15 verbindet Parma mit Mailand im Nordwesten und Bologna im Südosten. Die Autostrada A15 überquert den Hauptkamm des Apennin Richtung Südwesten nach La Spezia.
Parma liegt an der Bahnstrecke Mailand-Bologna und ist seit 2009 durch einen Abzweig auch mit der neuen Schnellfahrstrecke Mailand-Bologna verbunden. Außerdem zweigt hier die Bahnstrecke Parma–Brescia ab.
Der Flughafen Parma liegt in unmittelbarer Nähe zum Stadtzentrum und wird von einigen Fluggesellschaften im Linienverkehr angeflogen.
Innerstädtisch verkehrt der Oberleitungsbus Parma.

### Lebensmittel

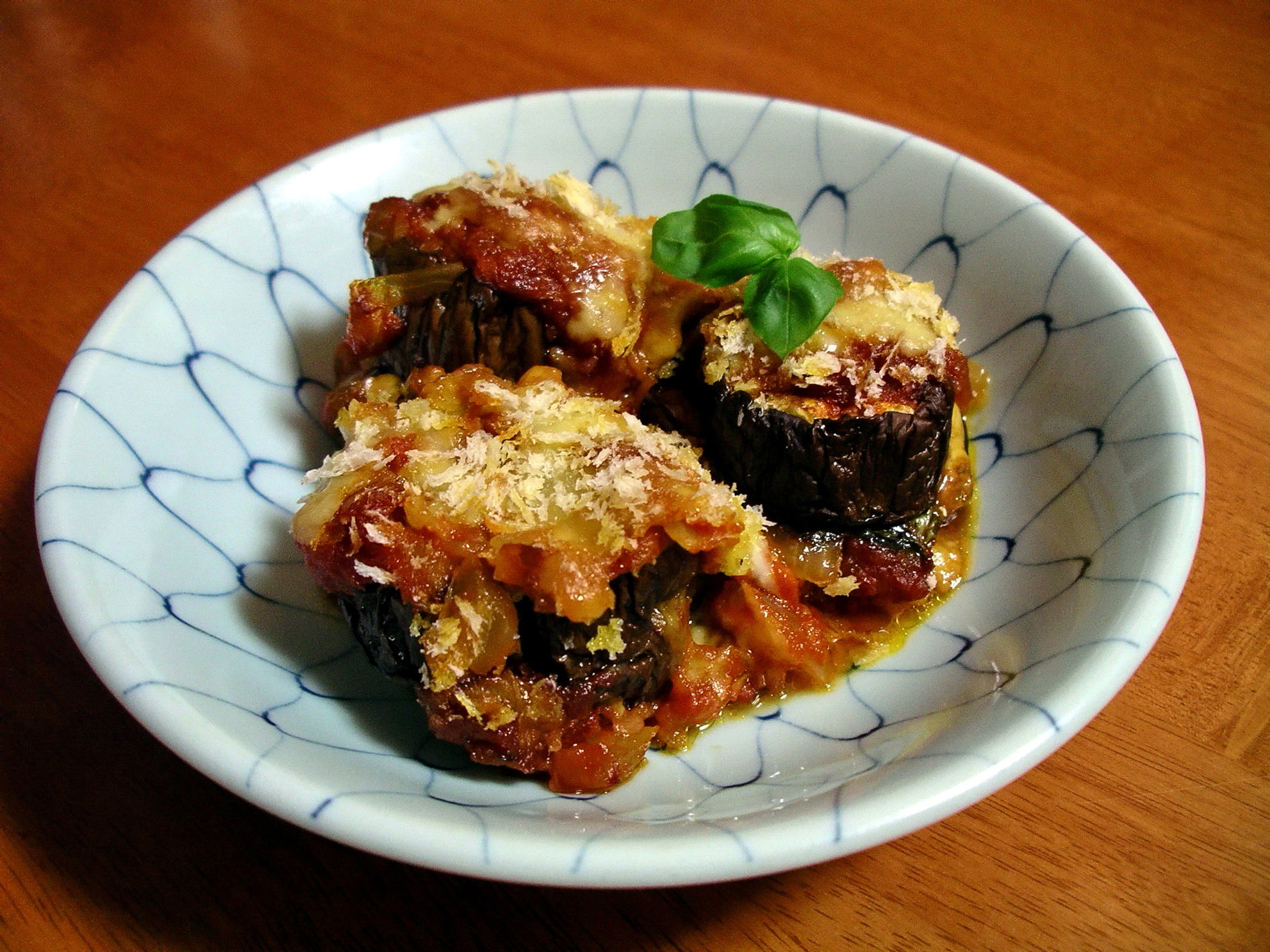
Parmigiana di melanzane

Parma ist durch den Parmesankäse Parmigiano Reggiano, den Parmaschinken Prosciutto di Parma und auch als Sitz des Teigwarenerzeugers Barilla sowie der 11 km südwestlich gelegenen Großmolkerei Parmalat bekannt.
Das eigentlich neapolitanische Gericht Parmigiana di Melanzane ist wegen der Zubereitung mit Parmigiano Reggiano (indirekt) nach der Stadt benannt.

### Presse
Die Zeitung Gazzetta di Parma erschien seit 1728 zunächst wöchentlich und seit 1849 als Tageszeitung. Sie gilt als älteste noch bestehende Zeitung Italiens.

## Politik

### Exekutive und Gemeindevertretung
Federico Pizzarotti (MoVimento 5 Stelle) wurde bei der Stichwahl am 20./21. Mai 2012 gegen den Präsidenten der Provinz Parma, Vincenzo Bernazzoli (PD) mit 60,2 % der Stimmen zum Bürgermeister gewählt. Die Fünf-Sterne-Bewegung hat mit 20 von 32 Sitzen die absolute Mehrheit im Gemeinderat und stellte den ersten Bürgermeister einer italienischen Großstadt. Der bisher regierende (PdL) konnte nach einem Korruptionsskandal mit 4,7 % nicht in den Gemeinderat einziehen. 2016 trat Pizzarotti aus der MoVimento 5 Stelle aus und ist seitdem parteilos.
Bürgermeister von Parma:
- 1989–1992: Mara Colla, (PSI)
- 1992–1998: Stefano Lavagetto, (DS)
- 1998–2007: Elvio Ubaldi, (UdC)
- 2007–2011: Pietro Vignali, (PdL)
- seit 2012: Federico Pizzarotti, (MoVimento 5 Stelle, seit 2016 parteilos)

### Städtepartnerschaften
- Rosario (Argentinien)
- Shijiazhuang (Volksrepublik China)
- Milwaukee, Wisconsin, (USA)
- Guadalajara (Spanien)
- Bourg-en-Bresse (Frankreich)
- Tours (Frankreich)
- Ljubljana (Slowenien)
- Worms (Deutschland), seit 1984
- Szeged (Ungarn)

## Sport
Der Fußballklub Parma Calcio hat einiges zum Bekanntheitsgrad der Stadt beigetragen. Er wurde, damals noch unter dem Namen AC Parma, 1993 Europapokalsieger der Pokalsieger sowie 1995 und 1999 UEFA-Pokal-Sieger.

## Persönlichkeiten
Bekannte Persönlichkeiten der Stadt sind in der Liste von Persönlichkeiten der Stadt Parma aufgeführt.

## Sonstiges
Der deutsche Frühromantiker Ludwig Tieck (1773–1853) soll nach seinem Italienaufenthalt 1804/05 folgendes Bonmot geprägt haben: „Niemand sage, er habe Italien gesehen, wenn er nicht dich besucht hat, Parma, und deinen Dom.“
Seit Juli 2005 ist Parma der Sitz der europäischen Lebensmittelsicherheitsbehörde.